# Aporos
Aporos byl právní termín označující lidi, kterým chyběly nezbytné prostředky k plnění ekonomických nebo sociálních povinností či závazků. Kromě toho sem spadali také rolníci bez půdy k obdělávání, vdovy, které po smrti manželů žily v bídě, zajatí vojáci bez finančních prostředků k vykoupení se ze zajetí apod. Tím se tento termín odlišoval od obecného termínu pro chudé lidi (poros).